# 雷慕尼
雷慕尼（1911年—1986年），名中，以字行，湖北武昌人，武术家。
雷慕尼先后从师国术馆馆长许禹生学习太极拳、刘采臣学习形意拳、廖实秋学习劈挂、许子先学习通臂、宫润田学习擒拿、吴彦青学习岳氏散手，并学习各种器械。在这期间，雷慕尼还认识了时任中州会馆教师、陈氏太极拳第十七代传人的陈发科。开始和陈发科学习陈氏太极拳。并终于1932年春被陈发科收为入室弟子。1954年雷慕尼在恩师陈发科创办的首都武术社任教，后于1961年，被北京西城区体委安排到月坛公园、景山公园设点教拳。并在同年当选为北京市武协委员。雷慕尼晚年在授拳的同时整理一生所学以陈氏太极拳一二路为基础创编了陈氏太极拳三十三式并著书。雷慕尼曾任北京市武术协会顾问，北京市陈氏太极拳研究会副会长。